# Taurus KEPD 350
Taurus KEPD 350 (acrónimo en inglés que significa Target Adaptive Unitary and Dispenser Robotic Ubiquity System / Kinetic Energy Penetrator and Destroyer) es un misil de crucero furtivo de largo alcance, desarrollado por el consorcio europeo EADS y fabricado por la empresa de capital conjunto germano-sueca TAURUS Systems GmbH. El misil es usado por las fuerzas aéreas de Alemania, España y Corea del Sur.
El misil Taurus posee capacidad furtiva, su radio de alcance es de 500 km, es capaz de penetrar una pared de 4 metros y está provisto de un motor turbofán capaz de alcanzar Mach 0,9. Pueden portarlo diferentes aviones de combate.

## Características

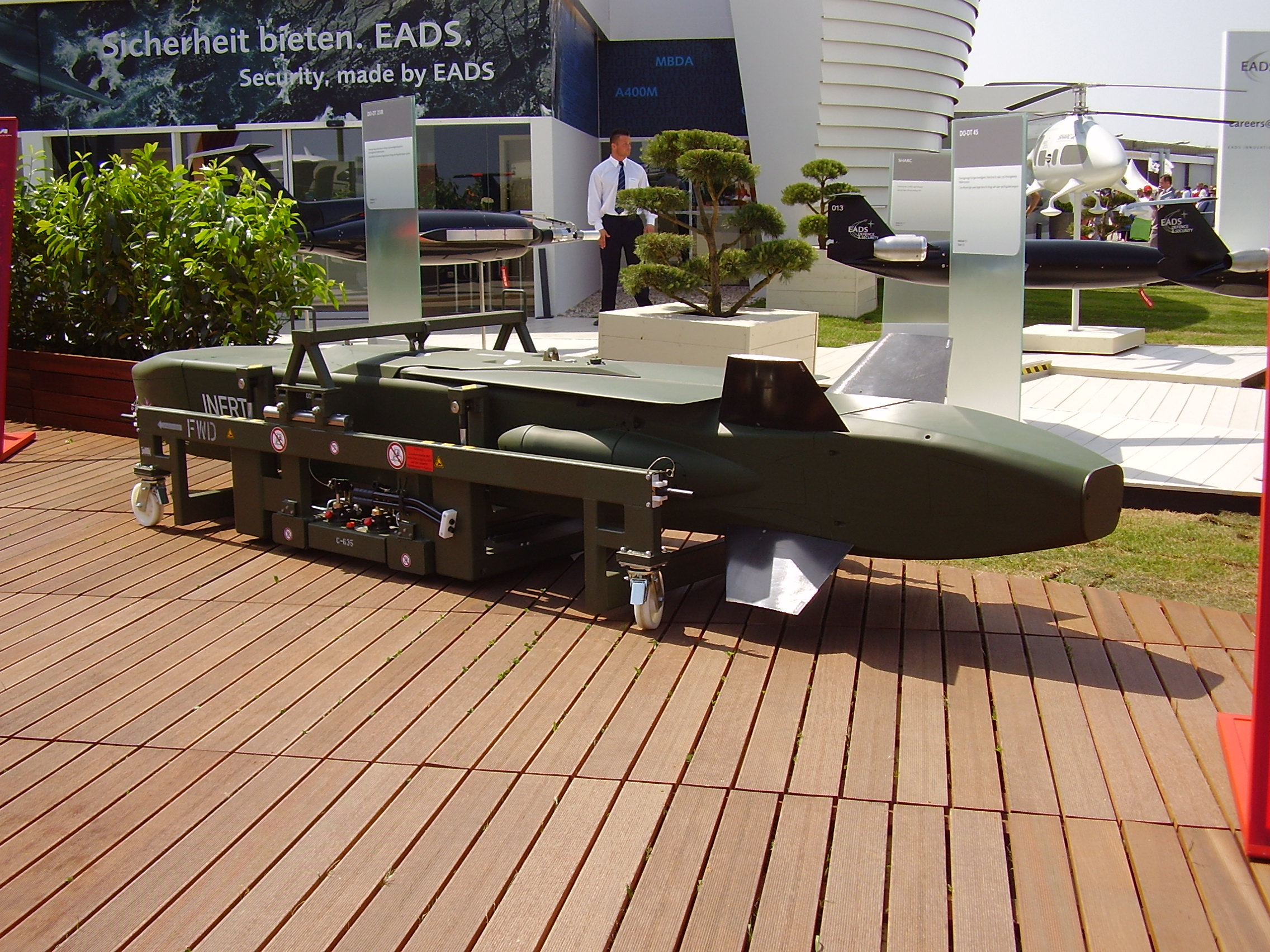
Un misil Taurus en una exposición en 2008.

El misil incorpora tecnología furtiva y tiene un alcance oficial de más de 500 km (300 mi). Está propulsado por un motor turboventilador a Mach 0,95 y puede ser transportado por aviones Tornado, Eurofighter Typhoon, Gripen, EF-18 Hornet y F-15K Slam Eagle.
La ojiva de doble etapa de 480 kilogramos (1,100 libras), llamada MEPHISTO (penetrador multiefecto altamente sofisticado y optimizado para objetivos), cuenta con una precarga y una carga de penetración inicial para despejar el suelo o ingresar contra HDBT (objetivos duros y profundamente enterrados) como un búnker subterráneo, luego tiene una espoleta de retardo variable para controlar la detonación de la ojiva principal. El misil pesa alrededor de 1400 kg (3100 lb) y tiene un diámetro de cuerpo máximo de 1 metro (3,3 pies). Los objetivos previstos son búnkeres endurecidos; instalaciones de mando, control y comunicaciones; aeródromos e instalaciones portuarias; y almacenamiento de municiones; barcos en puerto o en el mar; área de ataque al blanco y puentes.
El misil también incluye contramedidas como mecanismo de autodefensa y contramedidas electrónicas.

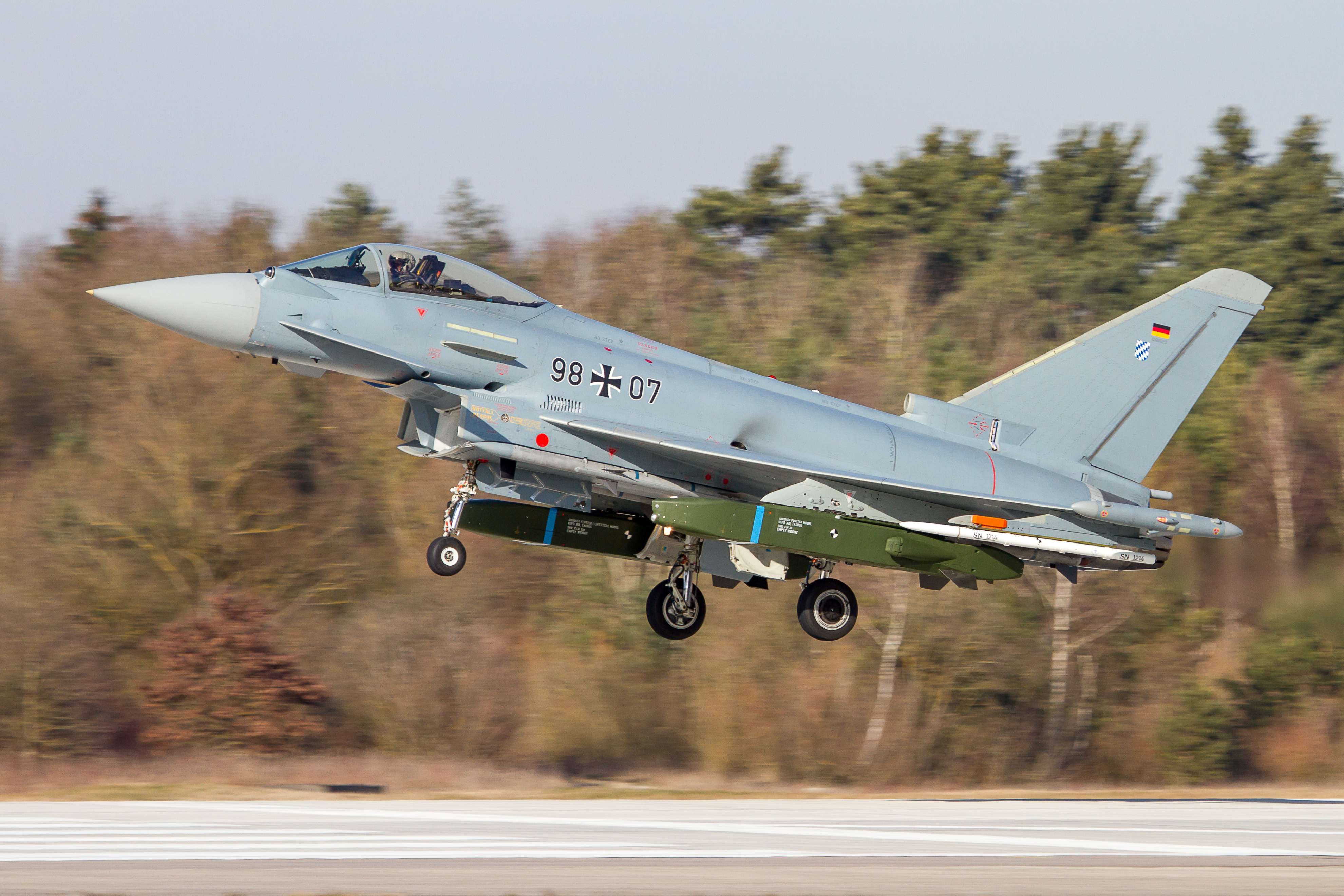
Un caza Eurofighter de la Luftwaffe armado con 2 misiles Taurus, año 2014.

Los planificadores de la misión programan el misil con el objetivo, las ubicaciones de defensa aérea y la ruta terrestre planificada, después el misil usa una ruta de vuelo que se adapta al terreno bajo guiada por el sistema de navegación inercial (INS), navegación basada en imágenes (IBN), navegación con referencia al terreno (TRN), y Sistema de Posicionamiento Global (GPS) a la proximidad del objetivo, aunque es capaz de navegar distancias muy largas sin soporte de GPS. Una vez allí, el misil comienza una maniobra de toque (ascenso) a una altitud destinada a lograr la mejor probabilidad de adquisición y penetración del objetivo. Durante el vuelo de crucero una cámara termográfica de alta resolución (homing por infrarrojos) puede admitir la navegación mediante el uso de IBN y también se utiliza para el ataque de objetivos sin GPS. El misil intenta hacer coincidir la imagen de una cámara con el modelo objetivo 3D planificado (DSMAC). Si no puede, utiliza los demás sistemas de navegación por defecto o, si existe un alto riesgo de daños colaterales, se dirigirá a un punto de colisión designado previamente en lugar de arriesgarse a un ataque impreciso con consecuencias no deseadas.
Taurus Systems GmbH ha propuesto una variante antibuque.

### Exportaciones

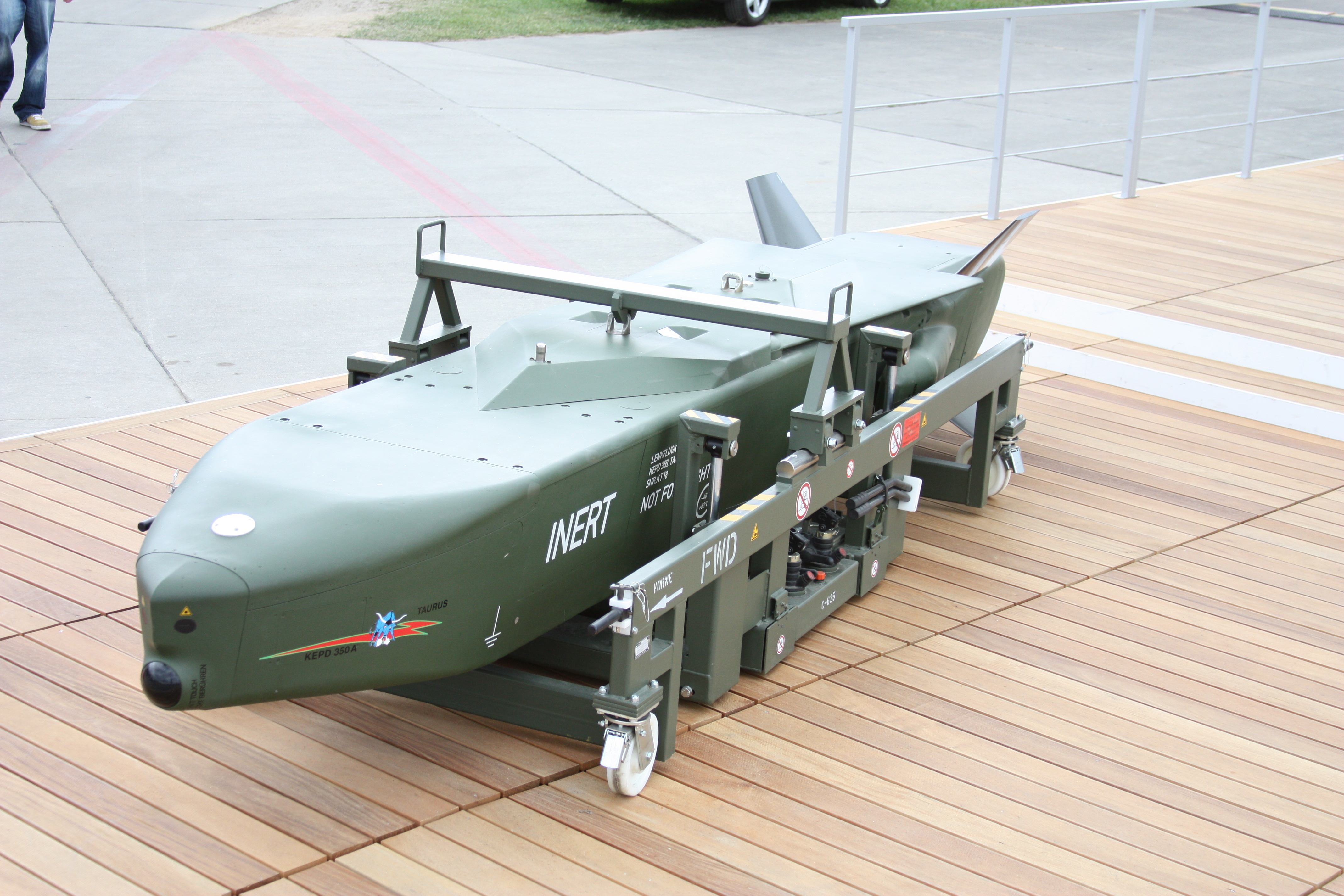
Un misil Taurus en una exposición en 2010.

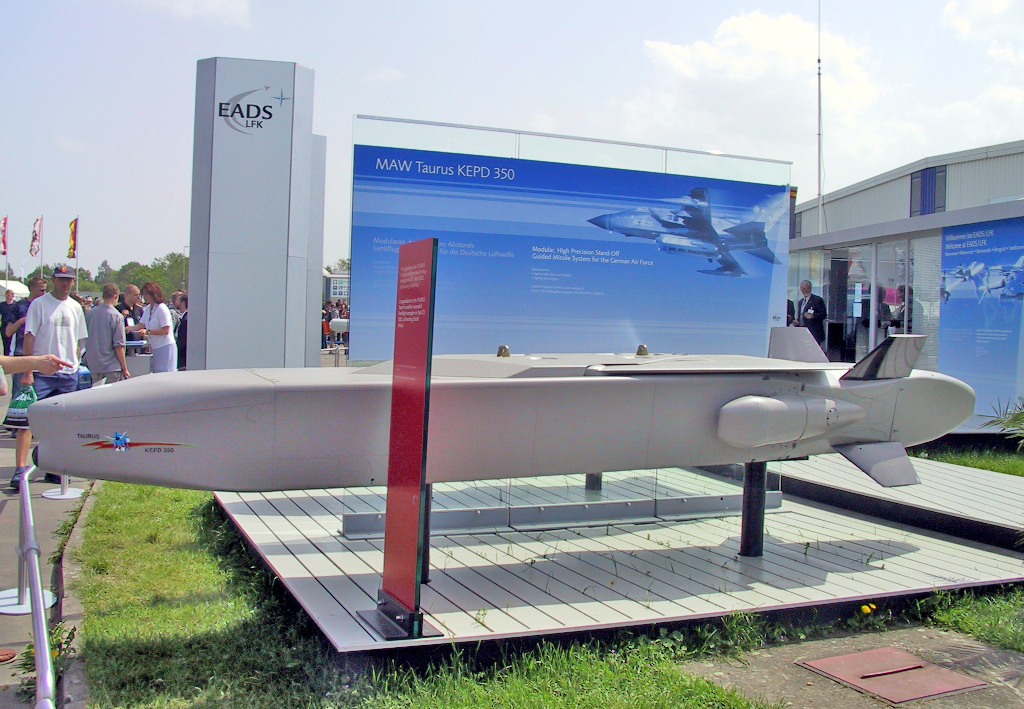
Misil Taurus KEPD 350 en la Exhibición Aeroespacial Internacional (ILA) de 2002.

España compró 43 misiles y otros dos de entrenamiento. La integración del misil en la línea de servicio del Ejército del Aire español ha sido certificada por la finalización con éxito de una campaña de pruebas en Sudáfrica, llevada a cabo en mayo de 2009.
Corea del Sur planeó encargar 200 misiles para integrarlos con sus F-15K Slam Eagle después de que EE. UU. le negara el AGM-158 JASSM de Lockheed Martin. La Administración del Programa de Adquisición de Defensa (DAPA) firmó el acuerdo en noviembre de 2013. Taurus Systems abrirá una oficina en Seúl para manejar varias tareas de adquisición y apoyar la transferencia de tecnología y el desarrollo conjunto del próximo misil de crucero. La oficina fue la primera de la compañía fuera de Alemania, y el KEPD 350 es el primer misil europeo integrado en un avión de combate de Corea del Sur. En octubre de 2016, Corea del Sur anunció que adquiriría otros 90 misiles, además de los 170 pedidos anteriormente, en respuesta a las provocaciones nucleares y de misiles de Corea del Norte. El 12 de diciembre de 2016, los primeros 40 misiles Taurus KEPD 350K se entregaron a la ROKAF, que comenzó a desplegarse para uso en combate el 22 de diciembre de 2016.
En mayo de 2023, el Ministerio Federal de Defensa de Alemania dijo que Ucrania había solicitado el misil, como parte del paquete de apoyo de Alemania a Ucrania durante la actual invasión rusa de Ucrania. En entrevistas en junio y julio de 2023, el canciller alemán Olaf Scholz y el ministro de Defensa Boris Pistorius dijeron que Alemania no suministraría a Ucrania misiles de largo alcance. El 8 de agosto de 2023, el miembro del parlamento ucraniano Yehor Cherniev afirmó que se había llegado a un consenso dentro del Bundestag para permitir la exportación del sistema de misiles a Ucrania.

## Variantes

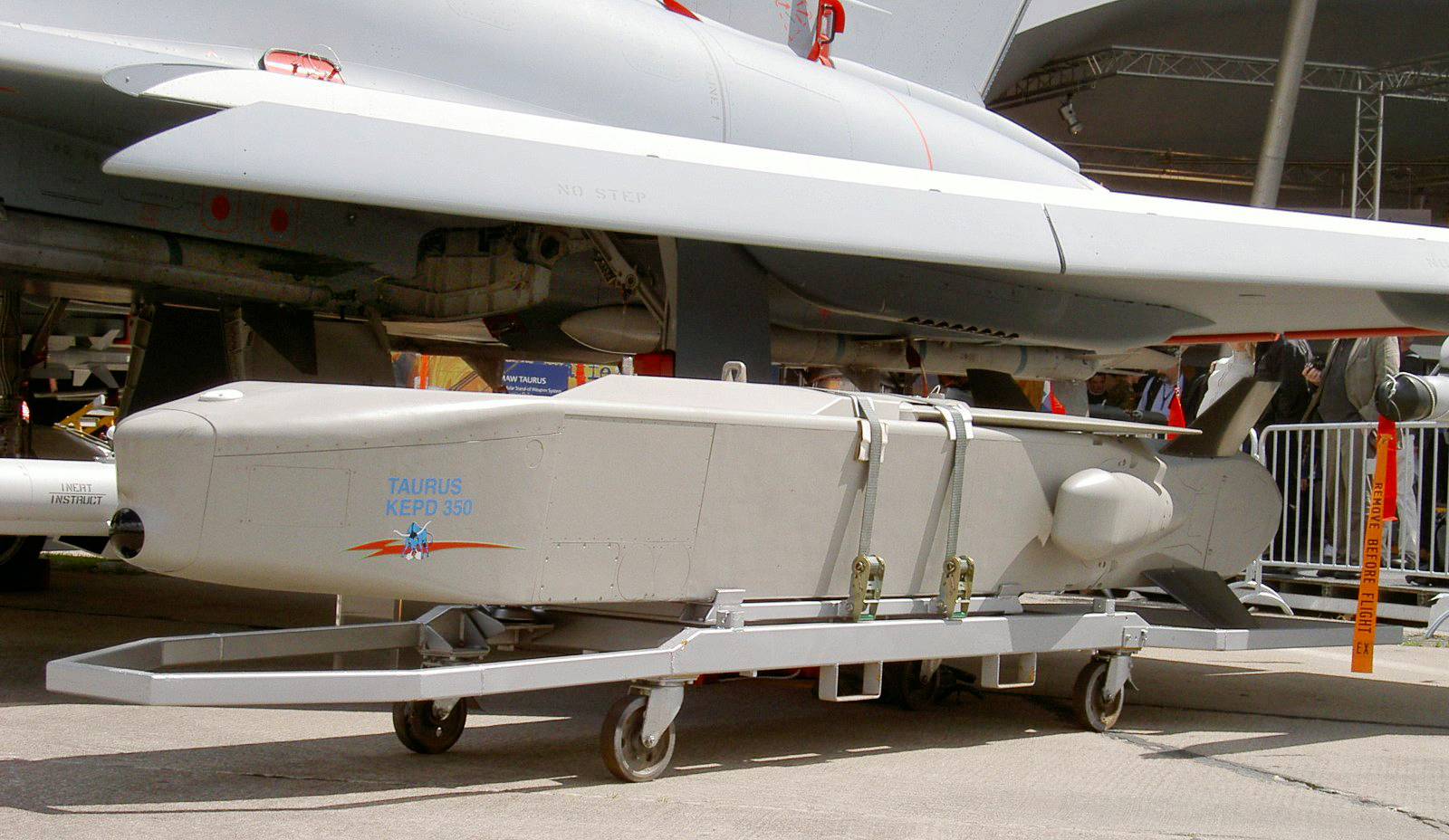
Un misil de crucero Taurus KEPD 350 en la exhibición aérea ILA cerca de Berlín en 2004.

### KEPD 350K
La variante para el ROKAF se diferencia del modelo básico por estar equipada con un receptor GPS Rockwell Collins con un módulo anti-falsificación de disponibilidad selectiva (SAASM) para evitar interferencias.

### KEPD 350K-2
En octubre de 2015, Taurus Systems reveló que estaba desarrollando una versión más pequeña del misil Taurus, llamado 350K-2, para usar en cazas ligeros, particularmente el FA-50 de Corea del Sur. El alcance se reduciría a 400 km (250 millas) y tendría una velocidad de crucero de Mach 0,6 a 0,9.
En diciembre de 2016, la Administración del Programa de Adquisición de Defensa (DAPA) de Corea del Sur reveló que planea comenzar el desarrollo de su propio misil aire-tierra de largo alcance autóctono en 2018, basado en el misil de crucero Taurus. El arma se montará en el caza KAI KF-21 Boramae , que se desarrollará a mediados de la década de 2020.

## Operadores

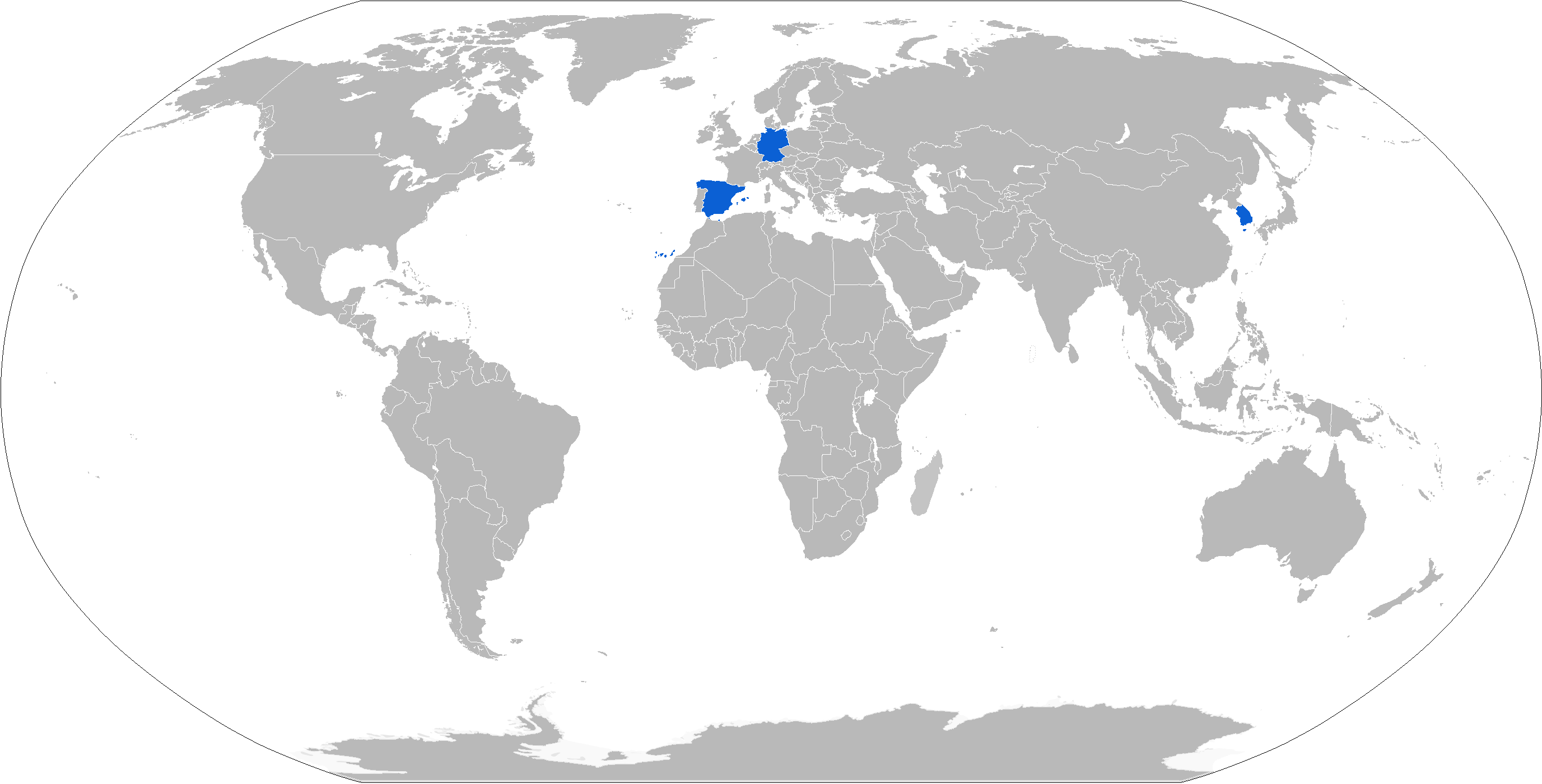
Mapa con los países operadores del Taurus KEPD 350 en azul.

Los siguientes países disponen del misil Taurus:
- Alemania: 600 pedidos para la Fuerza Aérea Alemana a un coste de 570 millones de euros.[23] Las entregas finalizaron en diciembre de 2010.[24][25][7]
  -  Eurofighter Typhoon
  -  Panavia Tornado

- España: 43 encargados para el Ejército del Aire español.[26][27] Las entregas finalizaron en agosto de 2010.[28] El programa costó 60 millones de euros.[7][29]
  -  Eurofighter Typhoon
  -  EF-18 Hornet

- Corea del Sur: 177 pedidos en 2013 para la Fuerza Aérea de la República de Corea, entregados en 2016-2017, 90 pedidos en 2018, entregados en 2019-2020.[30][31]
  -  F-15K Slam Eagle

### Misiles similares
- AGM-129 ACM
- AGM-158 JASSM
- BGM-109 Tomahawk
- Storm Shadow
- Ra'ad ALCM
- Babur
- Nirbhay
- Cj-10
- Raduga Kh-55

### Listas relacionadas
- Anexo:Aeronaves y armamento del Ejército del Aire de España